# Kandi (Automarke)

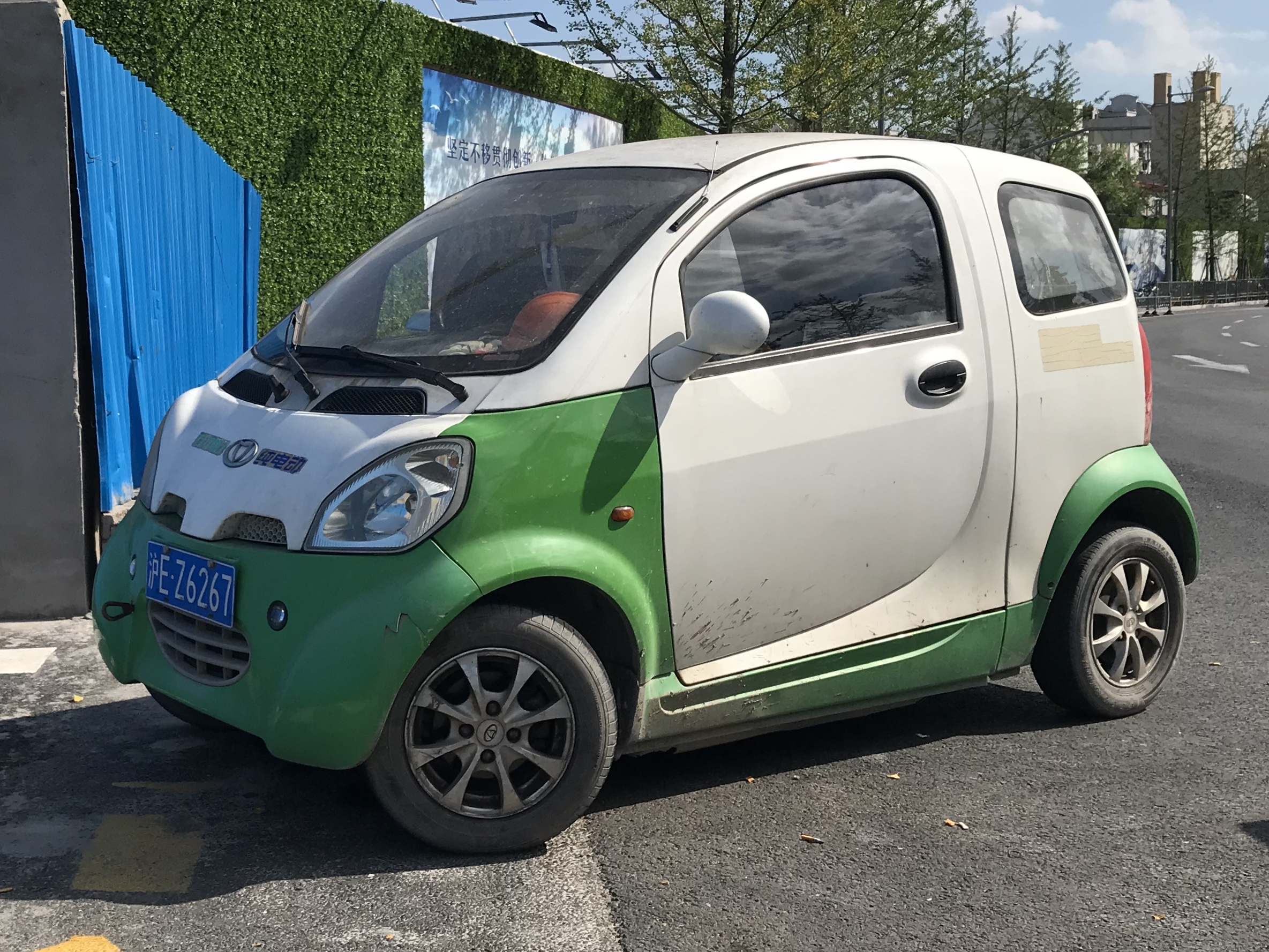
Kandi K 10

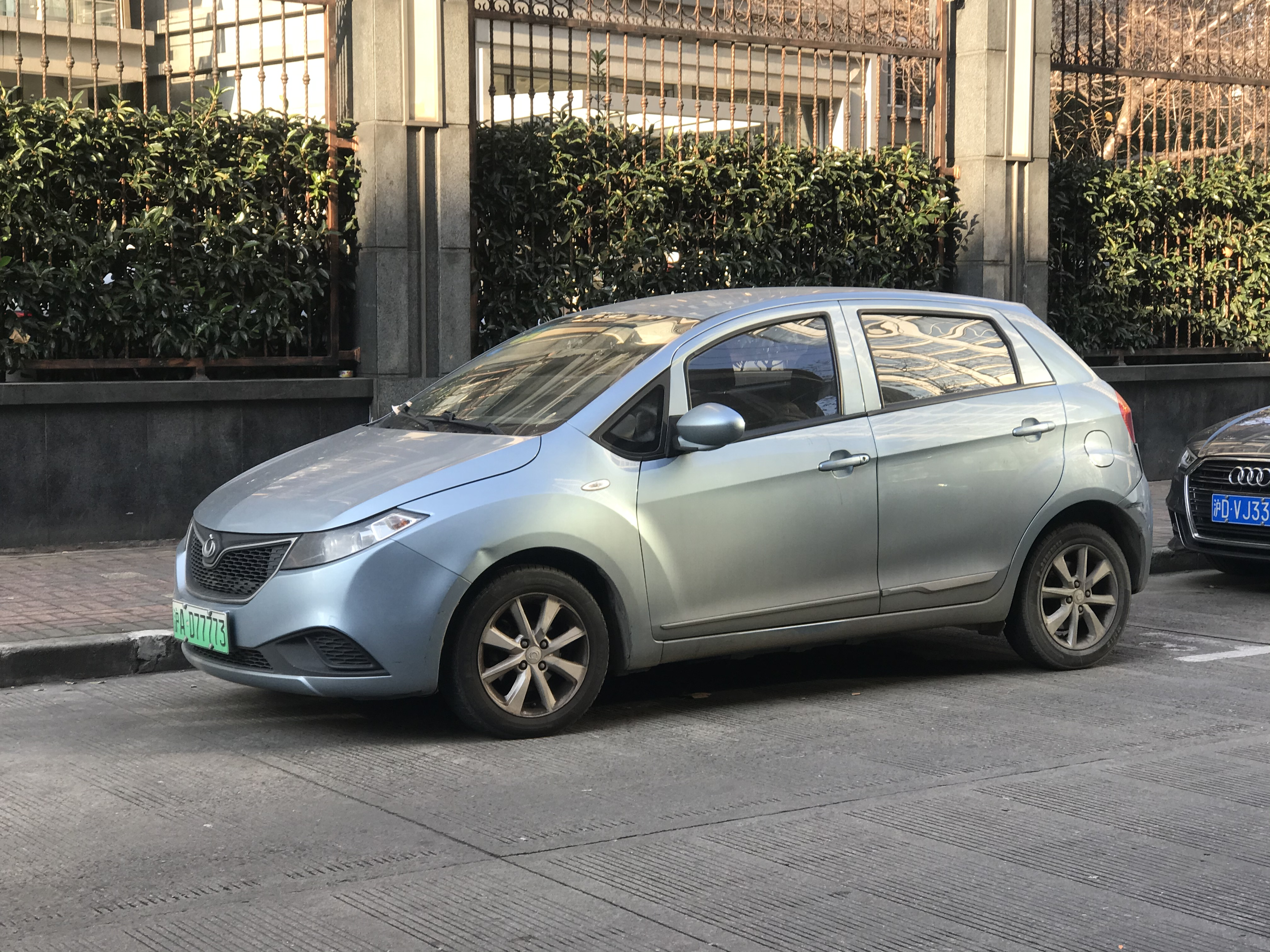
Kandi K 17

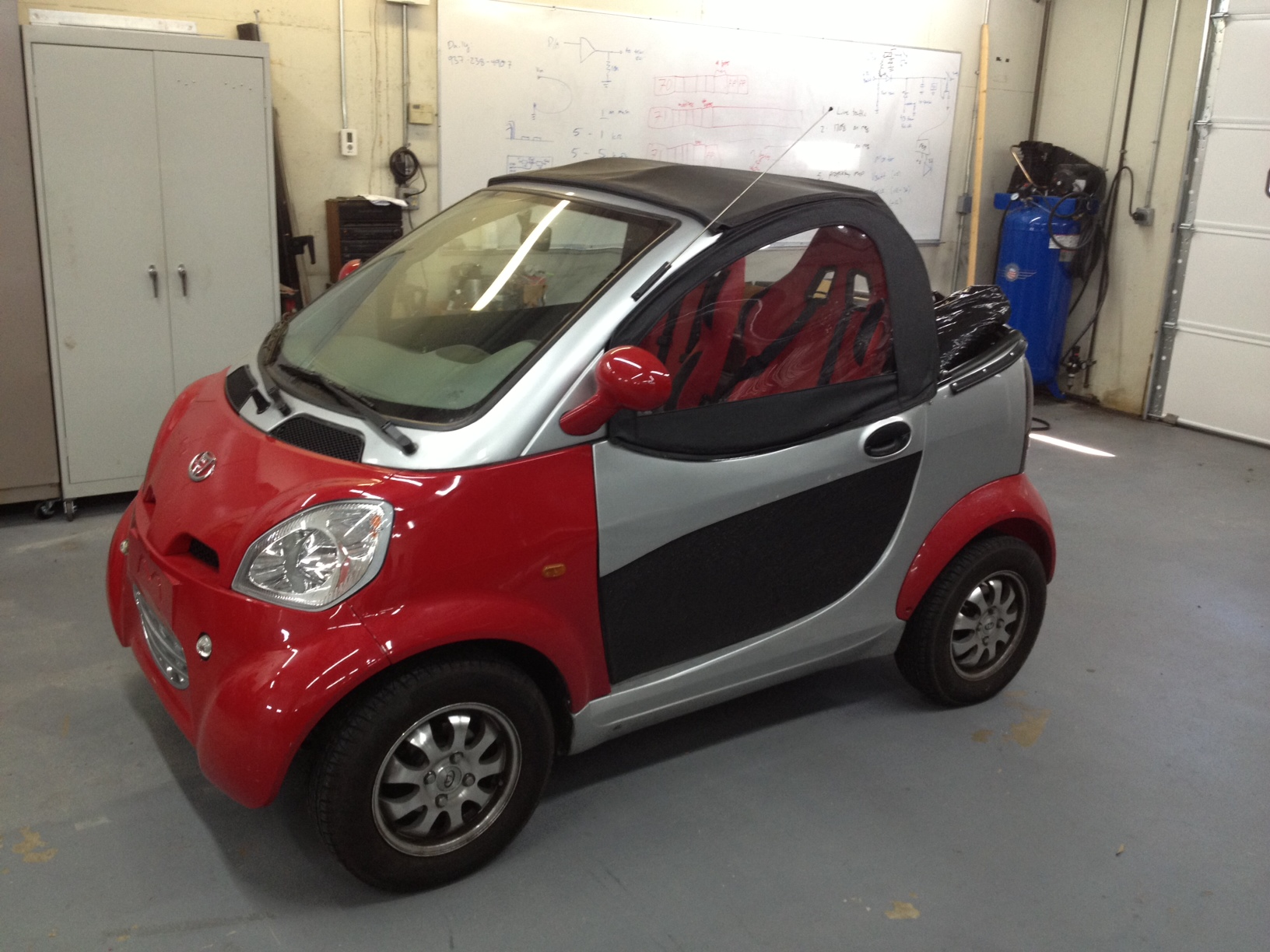
Kandi Coco

Kandi ist eine Automarke aus der Volksrepublik China.

## Markengeschichte
Kandi Technologies Group aus Jinhua verwendet diese Marke seit 2005 für Automobile. Zunächst war Zhejiang Kandi Vehicles der Hersteller. Dieses Unternehmen wurde am 13. März 2003 in Jinhua gegründet.
Seit 2013 fertigt auch Zhejiang Kandi Electric Vehicles Fahrzeuge dieser Marke. Dies ist ein Gemeinschaftsunternehmen von Kandi mit Shanghai Maple aus dem Geely-Konzern, gegründet am 22. März 2013.
Nach Angaben in den jährlichen Berichten von Geely wurde am 1. Februar 2013 ein Abkommen mit Zhejiang Kandi Vehicles geschlossen. Im April 2013 gründeten dann Shanghai Maple und Kandi Technologies Group das Gemeinschaftsunternehmen, an dem beide Partner jeweils 50 % hielten. 2014 wurde bekannt, dass das Unternehmen in Kandi Electric Vehicles Group umbenannt wurde. 2015 wurde nur noch die neue Bezeichnung genannt. Am 25. Juli 2016 beschloss Geely, die Anteile abzugeben. Teile sollten aber noch bis Ende 2018 geliefert werden. 2019 wurde bekannt, dass Geely gemäß einem Abkommen vom 5. Oktober 2018 bis Ende 2021 Teile liefern wird.

## Fahrzeuge

### Personenkraftwagen
Der Coco war ein Kleinstwagen, der 2009 vorgestellt wurde. Mit einem Elektromotor wurde das Modell auch in den USA angeboten. Alternativ war ein Einzylinder-Viertaktmotor mit 250 cm³ Hubraum lieferbar.
Anfang 2016 umfasste das Sortiment die folgenden sieben Modelle:
| Modell  | Radstand mm | Länge mm | Breite mm | Höhe mm | Höchstgeschwindigkeit km/h | Reichweite km | Quelle |
| ------- | ----------- | -------- | --------- | ------- | -------------------------- | ------------- | ------ |
| K 10    | 2080        | 2900     | 1545      | 1590    | 100                        | über 150      | [ 14 ] |
| K 11    | 2340        | 3598     | 1630      | 1595    | 100                        | über 150      | [ 15 ] |
| K 17    | 2461        | 3971     | 1745      | 1496    | über 100                   | über 150      | [ 16 ] |
| K 30    |             |          |           |         |                            |               | [ 17 ] |
| KD-28 E | 1800        | 2630     | 1545      | 1560    | 40                         | über 80       | [ 18 ] |
| KD-5010 | 2080        | 2900     | 1545      | 1590    | über 72                    | über 80       | [ 19 ] |
| KD-5011 | 2080        | 2900     | 1545      | 1590    | über 72                    | über 160      | [ 20 ] |

Für 2018 ist der EX 3 EV oder kurz EX 3 überliefert. Dies ist eine Version des Geely Yuanjing X3 mit Elektromotor.

### Weitere Fahrzeugarten
Außerdem werden unter dieser Marke kleine Nutzfahrzeuge und Quads angeboten.

## Statistik
Das Unternehmen verkaufte im ersten Quartal 2014 1215 Elektroautos und steigerte den Absatz im zweiten Quartal 2014 auf 4114 Fahrzeuge.
Die Internetseite www.carsalesbase.com listet Zulassungen von Personenkraftwagen in China auf. Kandi wird im Bereich Geely geführt. Vom K 10 wurden von 2016 bis 2017 1277 Neuwagen in China zugelassen. Für den K 11, der mit dem Geely Panda verwandt ist, liegen keine separaten Zahlen vor. Der K 12 war mit 11.899 Zulassungen zwischen 2016 und 2018 das erfolgreichste Modell. Der  K 17 brachte es im gleichen Zeitraum auf 8317 Zulassungen. Für den EX 3 sind 2934 Verkäufe im einzigen bekannten Verkaufsjahr 2018 überliefert.